# 짝사랑 (1998년 드라마)
《짝사랑》은 1998년 10월 12일부터 1998년 12월 1일까지 방송했던 KBS 2TV 월화 드라마였다.

## 등장 인물
- 이미숙 : 화련/영자
- 김상중 : 오창수
- 김태욱 : 재호
- 채정안 : 지영
- 강부자
- 윤여정
- 임예진
- 차광수
- 김성환
- 정승호
- 한정국
- 장용
- 정재순
- 이미경
- 김창환
- 곽정희
- 손종범
- 류용진
- 이원희
- 배미자
- 서동수
- 조명연

## 참고 사항
- 당초 이휘재를 주인공으로 캐스팅 하려고 했지만[1] MBC 라디오 《별이 빛나는 밤에》를 매일 진행하면서 드라마까지는 출연하는 것은 무리라며 출연 제의를 거절했으며[2] 이휘재의 상대 역인 정선경도 출연 약속을 깨고 MBC 주말 드라마 《사랑과 성공》에 캐스팅 되면서[3] 남녀 주인공의 섭외 문제로 어려움을 겪었다.
- 결국 설득 끝에 김상중, 이미숙, 김태욱, 채정안 등이 캐스팅 됐지만 10%대의 저조한 시청률에 머물러[4] 기대 이하의 성적에 그쳤다.